# Микаелян, Сурен Агасиевич
Суре́н Ага́сиевич Микаеля́н (арм. Սուրեն Աղասու Միքայելյան; 6 октября 1911, село Нор Кянк — 17 марта 1995, Ереван) — советский армянский партийный и государственный деятель. Заслуженный учитель Армянской ССР (1959).

## Биография
В 1931 г. окончил Ленинаканский педагогический техникум и начал работать учителем, позже становится секретарём комсомола в Иджеване и Артике. В 1947 г. окончил исторический факультет Армянского государственного педагогического института имени Х. Абовяна, в 1949 г. — Высшую партийную школу при ЦК КПСС;
Член КПСС.
- 1937—1939 гг. — первый секретарь ЦК ЛКСМ Армении,
- 1939—1940 гг. — заведующий организационным отделом при ЦК КП Армении,
- 1940—1947 гг. — третий секретарь ЦК КП Армении,
- 1943—1947 гг. — второй секретарь ЦК КП Армении,
- 1949—1955 гг. — министр просвещения Армянской ССР,
- 1955—1959 гг. — начальник управления учебных заведений и кадров министерства сельского хозяйства Армянской ССР,
- 1959—1962 гг. — начальник Главного управления профессионально-технического образования при Совета Министров Армянской ССР,
- 1962—1971 гг. — председатель Государственного комитета Совета Министров Армянской ССР по профессионально-техническому образованию.

С 1971 г. на пенсии.
Депутат Верховного Совета СССР 2-го и 3-го созывов.

## Награды
- Орден Ленина (8.02.1944)
- Орден Октябрьской Революции
- Орден Отечественной войны I степени (24.11.1945)
- Два ордена Трудового Красного Знамени
- Орден «Знак Почёта» (23.11.1940)
- Медаль «За трудовую доблесть» (26.09.1960)
- Заслуженный учитель Армянской ССР (1959)